# سوئیت (هتل)

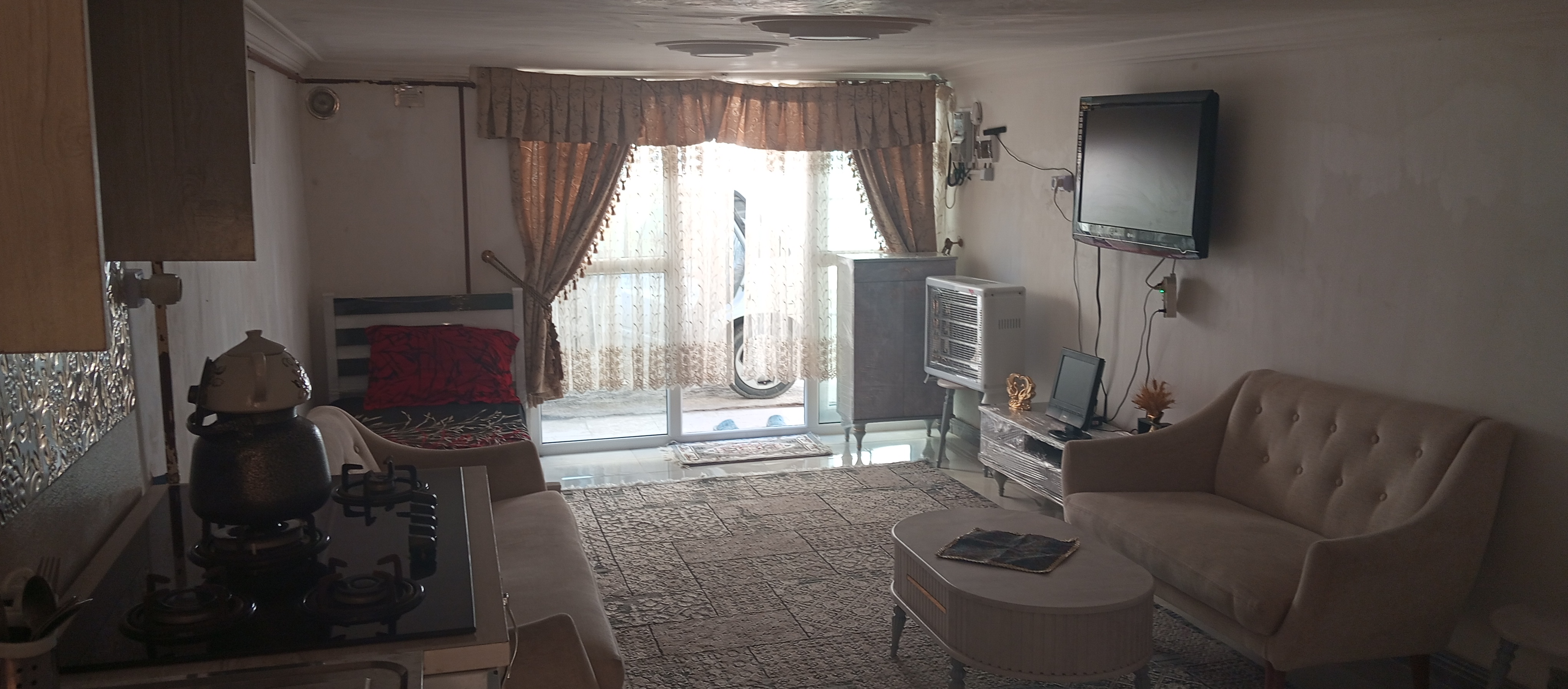
اقامتگاه مهیار جوان
سویئت (به انگلیسی: Suite) یا سراچه به اتاقی گفته می‌شود که در قسمت جلویی محل پذیرایی و در قسمت پشت آن اتاق یا اتاق‌های خواب قرار گرفته‌است، در بعضی از هتل‌ها (با توجه به تعداد ستاره هتل یا مهمانسرا) قسمت پذیرایی در پایین و چند پله بالاتر اتاق خواب و حمام قرار دارد (دوبلکس و یا تریبلکس) البته می‌توان در سوئیت یک آشپزخانه کوچک دایر نمود. این اتاق‌ها باید دارای مبلمان شیک و راحت، فضای بزرگ، سیستم‌های صوتی و تصویری، یخچال و ملزومات اولیه آشپزخانه و پذیرایی باشند.